# 谷口正治
谷口 正治（たにぐち まさじ、1913年10月1日 - 2009年4月5日）はラオックスの創業者。埼玉県鴻巣市出身。ラオックス元社長・谷口好市は長男。

## 略歴
1928年に埼玉県馬室高等小学校を卒業後、15歳で東京・五反田にある酒店に就職したが1年半ほどで退職。しかし当時の不況下では職の当てがなく、向島区（現在の墨田区）で電器店を営んでいた長兄宅に身を寄せ、自転車で電気製品の行商を始める。1939年に独立し向島区に電気器具卸売の谷口商店を創業した。戦時中に海軍に招集されたため、事業は当時社員だった人物に譲渡、現在でも株式会社墨田電材社として営業している。
戦後、1945年に現在の千代田区神田須田町に谷口商店を再建。有限会社、株式会社化を経て、1948年に谷口電機株式会社に商号変更した。1948年に谷口電機の家電小売部門を分離して朝日無線電機株式会社を設立し、1963年には郊外店第1号となるユニオン電気千葉店を開店。1976年には朝日無線電機の販売部門を分離する形でラオックス株式会社を設立した。
1978年に藍綬褒章、1984年には勲三等瑞宝章を受章。日本電気大型店協会の初代会長をつとめ、家電量販業界の拡大にも尽力した。
1991年にラオックス社長を退き、2003年まで同社の会長をつとめた。
2009年4月5日、老衰のため95歳で死去。

## 参考資料
- ラオックス株式会社編『ラオックス70年史 : 1930-2000』ラオックス、2000年10月。 NCID BA58329424。OCLC 50126641。全国書誌番号:20345305。

| 先代 - | ラオックス社長 初代：1945年 - 1991年 | 次代 内田喜吉 |